# Олимпийский комитет Суринама
Олимпийский комитет Суринама (нидерл. Surinaams Olympisch Comité) — организация, представляющая Суринам в международном олимпийском движении. Основан и зарегистрирован в МОК в 1959 году.
Штаб-квартира расположена в Парамарибо. Является членом Международного олимпийского комитета, Панамериканской спортивной организации и других международных спортивных организаций. Осуществляет деятельность по развитию спорта в Суринаме.